# Ејакулаторна инхибиција
Ејакулаторна инхибиција је сексуални поремећај у коме се мушкарац може сексуално узбудити и добити ерекцију, али без могућности да ејакулира или је за то неопходан необично дуг временски период. Често су узроци психолошке природе.